# Lovedrug
Lovedrug est un groupe américain de rock indépendant, originaire d'Alliance, dans l'Ohio.

## Histoire
Lovedrug sort son premier EP, Lovedrug EP, suivi d'un autre EP, Rocknroll EP, à la mi-2004. Après avoir signé avec The Militia Group, un label rock indépendant, le groupe sort son premier album Pretend You're Alive le 27 juillet 2004. L'album est produit par Tim Patalan, et présente un art rock sombre à base de guitares. L'album devient le premier album du label qui se vend le plus rapidement, avec près de 20 000 exemplaires vendus dans les premiers mois de sa sortie. L'album et le groupe transfèrent donc à la maison mère Columbia Records à la fin de l'année 2005 bien que la réédition de Pretend You're Alive, et le single radio Spiders qui l'accompagnait, aient été compromis par l'énorme purge d'entreprise qui a frappé Columbia Records tout au long des années 2005 et 2006.
Lovedrug effectue de nombreuses tournées de 2004 à début 2007, notamment en première partie de The Killers, Robert Plant, Switchfoot, Coheed and Cambria, Matchbook Romance et plusieurs tournées en tête d'affiche, ce qui lui permet d'acquérir une certaine popularité aux États-Unis. Fin 2006, Lovedrug avait un nouvel album et, pour éviter les bouleversements chez Columbia, il retourne chez The Militia Group pour sortir Everything Starts Where It Ends, à nouveau produit par Tim Patalan, le 7 mars 2007. 
Le troisième album du groupe, The Sucker Punch Show, est réalisé avec l'emblématique producteur de rock des années 1990 Michael Beinhorn (Soundgarden, Red Hot Chili Peppers, Mew) aux Red Bull Studios à Santa Monica, en Californie. Bien que la sortie de l'album le 28 octobre 2008 ait coïncidé avec la faillite et l'effondrement du Militia Group en Amérique du Nord, l'album est particulièrement bien accueilli lors de sa réédition en Europe le 2 juin 2009 chez Make My Day Records, atterrissant à la sixième place du classement estival du magazine allemand Visions, et bénéficiant d'une large diffusion à la radio pour le single Only One. La version européenne du Sucker Punch Show comprend une reprise alternative de l'album intitulée Sucker Punched. Le groupe effectue une tournée européenne en juin et juillet, jouant dans des clubs et des festivals avec Kings of Leon, Nine Inch Nails, Silversun Pickups et Eagles of Death Metal,.
En mars 2010, EP - Part I, le premier volet d'une série de trois EP portant le logo +/-, coïncide avec les apparitions du groupe à la conférence South by Southwest à Austin, au Texas, et un certain nombre de dates de tournée, dont Bamboozle au Giants Stadium,. EP - Part II suit le 13 juin 2010, ainsi qu'une autre tournée de trois semaines en tête d'affiche aux États-Unis. En novembre, le groupe annonce I Am Lovedrug, une campagne menée par les fans en partenariat avec PledgeMusic pour financer l'enregistrement et le montage de leur quatrième album. Le groupe atteint son objectif pendant les vacances, sort le dernier EP - Part III en janvier 2011, et entre en studio en mars et avril avec le producteur Paul Moak à Nashville pour terminer Wild Blood. Peu de temps après, le groupe se met en pause.

## Discographie

### Albums studio
- 2004 : Pretend You're Alive
- 2007 : Everything Starts Where It Ends
- 2009 : The Sucker Punch Show
- 2012 : Wild Blood
- 2014 : Pretend You're Alive
- 2015 : Notions (Lovedrugmusic)
- 2017 : (ii) (Lovedrugmusic)
- 2017 : Relive (Lovedrugmusic)
- 2018 : (iii) (Lovedrugmusic)
- 2020 : Turning into Something You Were Never Meant to Be (Lovedrugmusic)

### EP
- 2002 : Lovedrug EP
- 2004 : Rocknroll EP
- 2006 : Everything Starts... EP
- 2008 : This is The End EP
- 2009 : Sucker Punched
- 2010 : Everything Starts Live Tour (bootleg)
- 2010 : EP - Part I
- 2010 : EP - Part II
- 2011 : EP - Part III
- 2011 : Pink Champagne / Dinosaur (single)
- 2012 : Sessions EP